# Operacja Pierścień

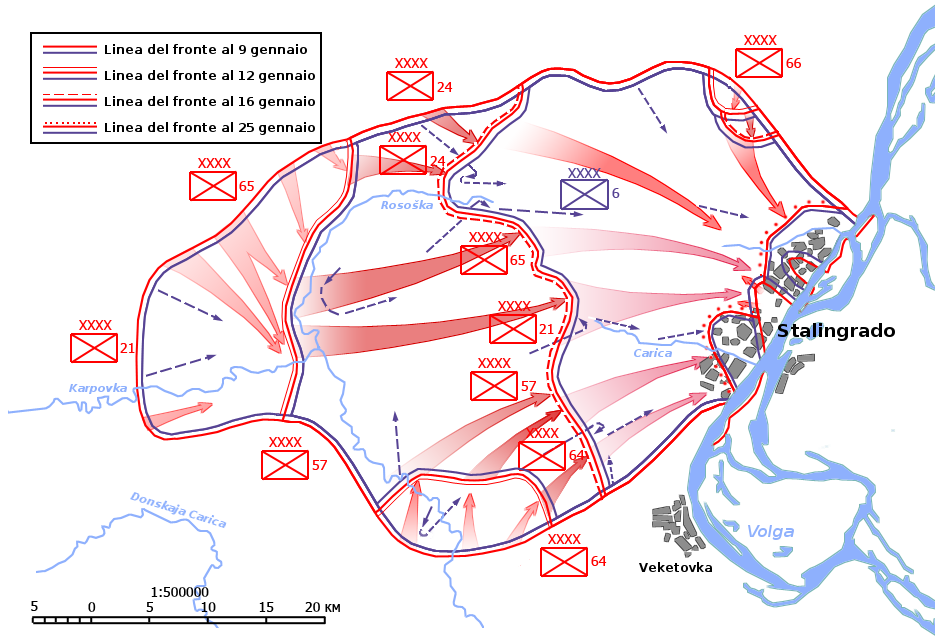
Schemat operacji

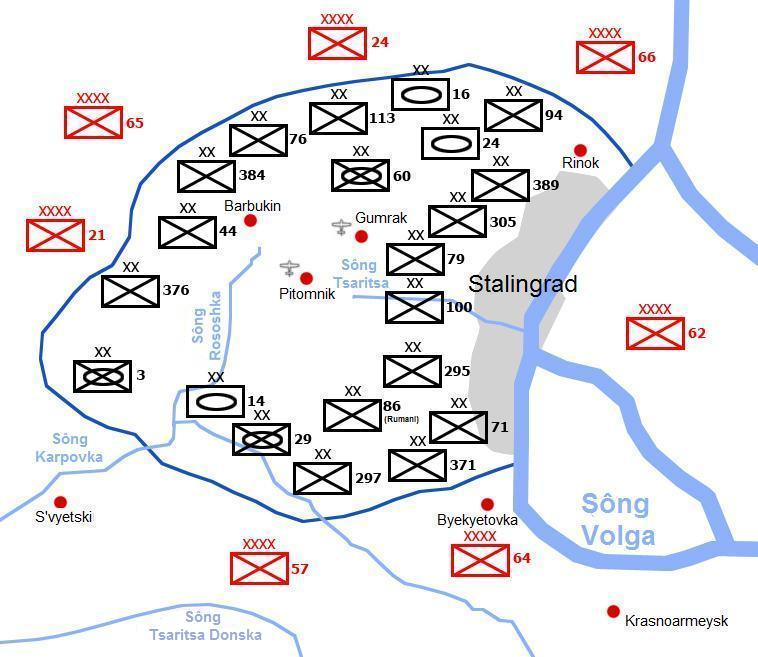
Rozmieszczenie sił w rejonie Stalingradu

Operacja Pierścień (ros. Операция Кольцо) – radziecka operacja wojskowa przeprowadzona pomiędzy 10 stycznia a 2 lutego 1943 roku, ostatnia część bitwy stalingradzkiej. Doprowadziła do kapitulacji sił Osi okrążonych w mieście.

## Atak
Operację rozpoczęto 10 stycznia 1943 r. masowym ostrzałem artyleryjskim niemieckich pozycji pod Stalingradem  przez siedem okrążających je armii radzieckich.
Głównym celem atakujących wojsk gen. Konstantego Rokossowskiego było lotnisko Pitomnik, jeden z dwóch portów lotniczych wewnątrz kotła, poprzez który Niemcy mogli odbierać zaopatrzenie oraz ewakuować rannych i specjalistów. Na drodze do niego stały: 44, 76 i 29 Dywizja Piechoty, dlatego to na nie spadło najsilniejsze uderzenie wojsk radzieckich. 3 Zmotoryzowana Dywizja Piechoty, rozmieszczona w południowo-zachodnim rogu kotła od końca listopada 1942 r., otrzymała rozkaz wycofania się na nowe pozycje obronne, aby uniknąć odcięcia od reszty wojsk. Opór okrążonych obrońców, nie mających już nic do stracenia, był jednak desperacki, dlatego w ciągu pierwszych trzech dni operacji Sowieci stracili 26 000 ludzi i ponad połowę swoich czołgów. Nic nie mogło już jednak wpłynąć na wynik bitwy. Zachodnia połowa kotła stalingradzkiego została zlikwidowana do 17 stycznia. Następnie walki zostały wstrzymane na cztery dni, które siły radzieckie poświęciły na przegrupowanie się i zaplanowanie kolejnego etapu ofensywy.
Druga faza operacji rozpoczęła się 20 stycznia od radzieckiego uderzenia w kierunku ostatniego używanego przez Niemców lotniska w Gumraku. Dwa dni później obiekt został zajęty przez Sowietów. Jego schwytanie oznaczało koniec możliwości ewakuacji rannych Niemców, a dostarczanie zaopatrzenia mogło się odbywać już tylko na spadochronach.
22 stycznia gen. Friedrich Paulus, dowódca niemieckiej 6 Armii okrążonej w Stalingradzie, wysłał wiadomość radiową do OKH:

Rosjanie zaatakowali frontem o szerokości 6 km po obu stronach Woroponowa (...). Nie ma sposobu, aby wypełnić lukę w liniach obrony. Wycofanie się na sąsiednie pozycje, które również są pozbawione amunicji, jest bezcelowe i niewykonalne. Zaopatrzenie w amunicję nie jest już możliwe. Żywność się kończy. Ponad 12 000 rannych w kotle nie może być opatrzonych przez brak medykamentów. Jakie rozkazy mam wydać żołnierzom, którzy nie mają już amunicji i będą dalej atakowani przez ciężką artylerię, czołgi i masy piechoty? Konieczna jest jak najszybsza decyzja, ponieważ w niektórych miejscach sytuacja jest już nie do uratowania. [Jednak] zaufanie do dowództwa wciąż istnieje.

Siły Osi wycofywały się samoistnie pod naporem wojsk radzieckich do samego miasta. Lecz opór obrońców stopniowo zmniejszał się z powodu wyczerpania wszystkich zapasów. 25 stycznia dowódca LI Korpusu gen. Walther von Seydlitz-Kurzbach powiedział dowódcom swoich dywizji, aby sami podjęli decyzję o poddaniu się. Paulus natychmiast zwolnił go ze stanowiska. Seydlitz-Kurzbach uciekł z niemieckich linii pod ostrzałem i osobiście poddał się Sowietom.
26 stycznia oddziały 21 Armii spotkały się z 13 Gwardyjską Dywizją Piechoty ze składu broniącej Stalingradu od września 62 Armii na północ od Kurhanu Mamaja. Kocioł stalingradzki został przecięty na dwie części. Paulus i większość jego starszych oficerów znajdowało się w mniejszej, południowej części kotła w centrum Stalingradu. Północnym kotłem dowodził dowódca XI Korpusu gen. Karl Strecker i skupiał swoje wojska na obszarze wokół Stalingradzkiej Fabryki Traktorów.
W krwawych walkach Sowieci stopniowo oczyścili centrum miasta. 31 stycznia niemiecki opór w południowym kotle ograniczał się już tylko do pojedynczych budynków. Siły radzieckie dotarły do kwatery głównej Paulusa (świeżo awansowanego przez Adolfa Hitlera na feldmarszałka) w Domu Towarowym Uniwermag, a pozostali żołnierze niemieccy przestali stawiać opór. Do budynku weszli oficerowie sztabu radzieckiego i negocjowali warunki z gen. Arturem Schmidtem. Paulus odmówił bezpośredniego udziału w rozmowach kapitulacyjnych. W niewoli radzieckiej Paulus zaprzeczał, że się poddał, twierdząc, że został zaskoczony. Odmówił wydania pozostałym wojskom niemieckim w południowej kotła poddania się, utrzymując, że nimi nie dowodzi. Zaprzeczył również, jakoby był upoważniony do wydania nakazu poddania się kieszeni północnej.
Całe siły radzieckie w Stalingradzie skoncentrowały się teraz na północnym kotle. W celu zmiękczenia oporu nieprzyjaciela zastosowano po raz ostatni w tej bitwie intensywny ostrzał artyleryjski. Następnie ruszyły do ataku siły radzieckie, niszcząc pozostałe niemieckie bunkry, często bezpośrednim ogniem czołgów lub artylerii z bliskiej odległości. Gen. Strecker nadal opierał się pomysłowi, że jak najdłuższe wiązanie walką Armii Czerwonej w Stalingradzie pomoże innym niemieckim armiom w innych częściach frontu wschodniego.

### Koniec bitwy
Wczesnym rankiem 2 lutego gen. Strecker został poinformowany, że jeden z jego oficerów udał się na negocjacje warunków kapitulacji z Sowietami. Następnie sam postanowił zakończyć walkę. O godz. 7:00 Strecker wysłał wiadomość radiową do podległych mu jednostek: „Wszystkie walki zostaną zakończone; broń zostanie zniszczona; spodziewajcie się Rosjan za około godzinę”. Ostatnią wiadomość wysłano do Grupy Armii Don o godz. 8:00: „XI Korpus Armijny, składający się z sześciu dywizji, wypełnił swój obowiązek, tocząc najcięższe walki do końca. Niech żyją Niemcy!”. Ostatni, niekompletny komunikat został odebrany o 9:20: „Rosjanie penetrują… walczą… Fabryka Traktorów…”. Zorganizowany opór sił Osi w Stalingradzie zakończył się.